# Finländsk svastika
| Finlands flygvapens igenkänningstecken för flygplan med ett blått hakkors samt emblem och pilotmärke med ett svart hakkors 1918-1945 |  | Finlands flygvapens igenkänningstecken för flygplan med ett blått hakkors samt emblem och pilotmärke med ett svart hakkors 1918-1945 |
| Finlands flygvapens igenkänningstecken för flygplan med ett blått hakkors samt emblem och pilotmärke med ett svart hakkors 1918-1945 |  | |

Den finländska svastikan (finska: hakaristi, ”hakkors”) kan man kalla det hakkors som ofta användes i finskt nationellt symbolspråk under de första självständighetsåren.
Till den finska nationella heraldiken har hakkorset kommit via konstnären Akseli Gallen-Kallela, som använde hakkorset i ornament i sin första Ainotriptyk från 1889. När Finland blev självständigt 1917 blev det Gallen-Kallelas uppgift att skapa den nationella heraldiken. Den 1 februari 1918 inkallades Gallen-Kallela till Gustaf Mannerheim för att lägga fram ritningar till vad som då kallades "Finlands Vita Ros’ orden". Den 20 februari lades hans första utkast fram, som då föreställde ett georgskors med heraldiska rosor. Redan i februari omarbetades förslaget i samråd med Mannerheim, som stödde tanken att korsarmarna skulle prydas av en svastika. Den 19 mars godkände senaten det färdiga förslaget.
Därifrån bland annat har det finländska Frihetskorset fått sitt hakkors och vidare till Finlands presidents flagga.
Svastikan användes också i symbolen för den finska militära kvinnokåren, Lotta Svärd. Organisationen förbjöds enligt mellanfredsavtalet med Sovjetunionen och Storbritannien år 1944.

## Finlands flygvapens igenkänningstecken

Finska Flygstridsskolans och Luftkrigsskolans flagga.

Ett hakkors användes också som flygvapenmärke redan under inbördeskriget 1918. Som symbol på Finlands flygvapens flaggor, emblem, pilotmärke och flygplan föddes den 6 mars 1918, då den svenske greven Eric von Rosen skänkte ett flygplan till vita sidan i det pågående inbördeskriget. Han hade försett planet med sitt lyckoemblem, en blå svastika på en vit bakgrund målat på vingarna. Flygplanet var en Thulin D, en svenskbyggd version av en fransk Morane-Saulnier. Flygplanet flögs från Umeå med Nils Kindberg som pilot och greve von Rosen som passagerare och det landade på isen utanför Vasa. Detta blev det självständiga Finlands första militärflygplan. Flygplanet döptes till Kreivi von Rosen (Greve von Rosen), ett namn som senare målats även på andra flygplan.
Den 18 mars 1918 informerade överbefälhavare för trupper av Republiken Finland, general vid kavalleriet Gustaf Mannerheim sitt manskap:
| ”                   | Allt manskap är nu informerat om att våra flygplan kommer från denna stund använda denna symbol (svastikan) i blått på vingarna och flygkroppen, därtill kommer en röd flagga med ett gult kors att målas på stjärtfenan. | „ |
| – Gustaf Mannerheim | |   |

Flaggan är enbart känd från två flygplan. Det var en preliminär flagga, baserad på färgerna i Finlands vapen. Finlands blå-vita korsflagga fastställdes först i maj samma år.
Under Lapplandskriget 1945 beslutade man sig från anmodan av den allierade kontrollkommissionen för att förändra Finlands luftstridskrafters emblem, pilotmärke och igenkänningstecken för flygplan. Hakkorset hade blivit alldeles för mycket förknippat med Nazityskland, trots att det som finsk symbol var äldre.

### Flygvapnets hakkors kontra det nazistiska
Det finska flygvapnets hakkors har inte samma ursprung som det nazityska hakkorset. Finland använde det blå hakkorset under fortsättningskriget 1941–1944, när landet stred med hjälp av Nazityskland mot Sovjetunionen, men hade också använt det under vinterkriget 1939–1940, när Sovjetunionen hade en icke-angreppspakt med Nazityskland. Dessutom hade det använts redan 1918 medan Adolf Hitler introducerade svastikan som symbol för sitt parti först 1920.